# Hælbreen
Der Hælbreen (norwegisch für Fersengletscher) ist ein 3,5 km langer Gletscher an der Von-Bellingshausen-Küste im Osten der antarktischen Peter-I.-Insel. Er fließt von der Nordseite des Austryggen zur Bellingshausen-See.
Norwegische Wissenschaftler benannten ihn.